# Сулосъярви
Сулосъярви — озеро на территории Суккозерского сельского поселения Муезерского района Республики Карелия.

## Общие сведения
Площадь озера — 1,4 км², площадь бассейна — 26,1 км². Располагается на высоте 199 метров над уровнем моря.
Форма озера лопастная, с множеством заливов. Берега каменисто-песчаные, местами болотистые.

С севера и юго-востока в озеро впадают безымянные ручьи. Из залива на северо-западе озера вытекает река Сулос.
В озере более десяти безымянных островов различной площади.
Населённые пункты близ озера отсутствуют. Ближайший — посёлок Тумба — расположен в 14 км к юго-западу от озера.
Код водного объекта в государственном водном реестре — 01040100211102000017678.